# 労働大学校
労働大学校（ろうどうだいがっこう）は、労働行政運営の行政職員等に対する研修施設としての大学校である。独立行政法人労働政策研究・研修機構が設置・運営する。所在地は埼玉県朝霞市。

## 沿革
- 1950年（昭和25年）- 労働省内に労働基準監督官研修所が設置される
- 1964年（昭和39年）6月 - 労働基準監督官研修所を吸収した機関として労働研修所が設置される
- 2001年（平成13年）1月 - 省庁再編により労働研修所が厚生労働省の施設等機関となる
- 2003年（平成15年）10月1日- 日本労働研究機構と労働研修所が統合して独立行政法人労働政策研究・研修機構が発足し、研修事業を担当する労働大学校が設置される

## 研修
- 管理監督者研修

労働基準監督署、公共職業安定所の署所長・課長級を対象に実施。
- 一般研修（基礎・上級）

基礎研修は採用1年目の職員を対象、上級研修は採用5年目頃の職員を対象に実施。
- 専門研修

専門性の高い職務・役職に就任した職員を対象に実施。
- 特別研修

## 関連機関
- 都道府県労働局
- 労働基準監督署
- 公共職業安定所